# Haris Vučkić
Haris Vučkić (Ljubljana, 21 augustus 1992) is een Sloveens voetballer die doorgaans speelt als middenvelder of spits. In augustus 2024 verruilde hij Buriram United voor NK Domžale. Vučkić maakte in 2012 zijn debuut in het Sloveens voetbalelftal.

## Clubcarrière
Vučkić speelde voor NK Domžale in zijn vaderland Slovenië. Net voor zijn zestiende verjaardag debuteerde de middenvelder tijdens een wedstrijd in de Prva Liga tegen NK Celje op 24 mei 2008. De club kreeg een boete, aangezien de Sloveense voetbalbond hem nog te jong vond. Na zijn zestiende verjaardag speelde hij vaker in het eerste elftal, voor hij op 16 januari 2009 overgenomen werd door Newcastle United. Bij Newcastle United speelde hij een handvol duels en na een periode op huurbasis bij Cardiff City werd hij in 2013 verhuurd aan Rotherham United. Hierna bracht hij tijden door op huurbasis bij Glasgow Rangers en Wigan Athletic. In de zomer van 2016 werd hij op huurbasis naar Bradford City gestuurd, tot januari 2017.
Hij tekende in juni 2017 een contract tot medio 2020 bij FC Twente, waar hij het seizoen ervoor al op proef was. Bij FC Twente moest hij de naar Leeds United vertrokken Mateusz Klich vervangen. De eerste twee seizoenen bij FC Twente werden gekenmerkt door blessureleed. In seizoen 2019/20 speelde Vučkić, die altijd middenvelder was geweest, voor het eerst in zijn carrière langdurig op de positie van centrumspits. In de zomer van 2020 trok de Sloveen transfervrij naar Real Zaragoza, waar hij voor drie jaar tekende. Een jaar later verhuurde de Spaanse club Vučkić aan HNK Rijeka. Deze club nam hem na een verhuurperiode met daarin elf officiële doelpunten definitief over. Eind 2022 verliet hij Rijeka om vanaf begin 2023 in Thailand voor Buriram United uit te komen. In de zomer van 2024 keerde hij terug bij zijn oude club NK Domžale.

## Clubstatistieken
| Seizoen | Club               | Competitie         | Competitie | Competitie | Beker | Beker | Internationaal | Internationaal | Totaal | Totaal |
| Seizoen | Club               | Competitie         | Wed.       | Dlp.       | Wed.  | Dlp.  | Wed.           | Dlp.           | Wed.   | Dlp.   |
| ------- | ------------------ | ------------------ | ---------- | ---------- | ----- | ----- | -------------- | -------------- | ------ | ------ |
| 2007/08 | NK Domžale         | Prva Liga          | 1          | 0          | 0     | 0     | —              | —              | 1      | 0      |
| 2008/09 | NK Domžale         | Prva Liga          | 4          | 0          | 0     | 0     | —              | —              | 4      | 0      |
| 2008/09 | Newcastle United   | Premier League     | 0          | 0          | 0     | 0     | —              | —              | 0      | 0      |
| 2009/10 | Newcastle United   | Championship       | 2          | 0          | 2     | 0     | —              | —              | 4      | 0      |
| 2010/11 | Newcastle United   | Premier League     | 0          | 0          | 3     | 0     | —              | —              | 3      | 0      |
| 2011/12 | Newcastle United   | Premier League     | 4          | 0          | 1     | 0     | —              | —              | 5      | 0      |
| 2011/12 | → Cardiff City     | Championship       | 5          | 1          | 0     | 0     | —              | —              | 5      | 1      |
| 2012/13 | Newcastle United   | Premier League     | 0          | 0          | 1     | 0     | 2              | 1              | 3      | 1      |
| 2013/14 | Newcastle United   | Premier League     | 0          | 0          | 1     | 0     | —              | —              | 1      | 0      |
| 2013/14 | → Rotherham United | League One         | 25         | 4          | 1     | 0     | —              | —              | 26     | 4      |
| 2014/15 | Newcastle United   | Premier League     | 1          | 0          | 2     | 0     | —              | —              | 3      | 0      |
| 2014/15 | → Rangers          | Championship       | 15         | 8          | 7     | 1     | —              | —              | 22     | 9      |
| 2015/16 | → Wigan Athletic   | League One         | 15         | 2          | 2     | 0     | —              | —              | 17     | 2      |
| 2016/17 | → Bradford City    | League One         | 10         | 1          | 4     | 3     | —              | —              | 14     | 4      |
| 2017/18 | FC Twente          | Eredivisie         | 12         | 3          | 3     | 1     | —              | —              | 15     | 4      |
| 2018/19 | FC Twente          | Eerste divisie     | 7          | 1          | 0     | 0     | —              | —              | 7      | 1      |
| 2019/20 | FC Twente          | Eredivisie         | 25         | 11         | 1     | 0     | —              | —              | 26     | 11     |
| 2020/21 | Real Zaragoza      | Segunda División A | 17         | 0          | 2     | 0     | —              | —              | 19     | 0      |
| 2021/22 | → HNK Rijeka       | 1. HNL             | 27         | 9          | 3     | 2     | 1              | 0              | 31     | 11     |
| 2022/23 | HNK Rijeka         | 1. HNL             | 10         | 3          | 0     | 0     | 2              | 1              | 12     | 4      |
| 2022/23 | Buriram United     | League 1           | 8          | 3          | 5     | 3     | 0              | 0              | 13     | 6      |
| 2023/24 | Buriram United     | League 1           | 3          | 0          | 1     | 0     | 3              | 1              | 7      | 1      |
| 2024/25 | NK Domžale         | Prva Liga          | 20         | 4          | 0     | 0     | —              | —              | 20     | 4      |
| 2025/26 | NK Domžale         | Prva Liga          | 1          | 0          | 0     | 0     | —              | —              | 1      | 0      |
| Totaal  | Totaal             | Totaal             | 212        | 50         | 39    | 10    | 8              | 3              | 259    | 63     |

Bijgewerkt op 23 juli 2025.

## Interlandcarrière
Vučkić maakte op 29 februari 2012 zijn debuut in het Sloveens voetbalelftal. Op die dag werd een vriendschappelijke wedstrijd tegen Schotland met 1-1 gelijkgespeeld. De middenvelder begon op de bank en viel in de tweede helft in voor Valter Birsa. Meer dan zeven jaar lang bleef dit zijn enige wedstrijd voor zijn nationale team, maar in november 2019 werd hij naar aanleiding van zijn goede spel bij FC Twente toch weer opgeroepen, en kreeg hij een basisplaats tijdens de EK-kwalificatiewedstrijd tegen Letland. Dit was zijn eerste basisplek.
| Interlands van Haris Vučkić voor Slovenië | Interlands van Haris Vučkić voor Slovenië | Interlands van Haris Vučkić voor Slovenië | Interlands van Haris Vučkić voor Slovenië | Interlands van Haris Vučkić voor Slovenië | Interlands van Haris Vučkić voor Slovenië |
| №                                         | Datum                                     | Wedstrijd                                 | Uitslag                                   | Soort wedstrijd                           | Goals                                     |
| Als speler bij Cardiff City               | Als speler bij Cardiff City               | Als speler bij Cardiff City               | Als speler bij Cardiff City               | Als speler bij Cardiff City               | Als speler bij Cardiff City               |
| ----------------------------------------- | ----------------------------------------- | ----------------------------------------- | ----------------------------------------- | ----------------------------------------- | ----------------------------------------- |
| 1                                         | 29 februari 2012                          | Slovenië – Schotland                      | 1 – 1                                     | Vriendschappelijk                         |                                           |
| Als speler bij FC Twente                  |                                           |                                           |                                           |                                           |                                           |
| 2                                         | 16 november 2019                          | Slovenië – Letland                        | 1 – 0                                     | EK 2020 kwalificatie                      |                                           |
| 3                                         | 19 november 2019                          | Polen – Slovenië                          | 3 – 2                                     | EK 2020 kwalificatie                      |                                           |
| Als speler bij Real Zaragoza              |                                           |                                           |                                           |                                           |                                           |
| 4                                         | 3 september 2020                          | Slovenië – Griekenland                    | 0 – 0                                     | Nations League 2020/21                    |                                           |
| 5                                         | 6 september 2020                          | Slovenië – Moldavië                       | 1 – 0                                     | Nations League 2020/21                    |                                           |
| 6                                         | 7 oktober 2020                            | Slovenië – San Marino                     | 4 – 0                                     | Vriendschappelijk                         | 25' (pen.)                                |
| 7                                         | 11 oktober 2020                           | Kosovo – Slovenië                         | 0 – 1                                     | Nations League 2020/21                    | 22'                                       |
| 8                                         | 14 oktober 2020                           | Moldavië – Slovenië                       | 0 – 4                                     | Nations League 2020/21                    | 37' (pen.), 42', 55' (pen.)               |
| 9                                         | 15 november 2020                          | Slovenië – Kosovo                         | 2 – 1                                     | Nations League 2020/21                    |                                           |
| 10                                        | 18 november 2020                          | Griekenland – Slovenië                    | 0 – 0                                     | Nations League 2020/21                    |                                           |
| 11                                        | 27 maart 2021                             | Rusland – Slovenië                        | 2 – 1                                     | WK 2022 kwalificatie                      |                                           |
| 12                                        | 30 maart 2021                             | Cyprus – Slovenië                         | 1 – 0                                     | WK 2022 kwalificatie                      |                                           |

Bijgewerkt op 23 juli 2025.

## Erelijst
| Competitie       |                  |                  |                  |                  |
| Competitie       | Aantal           | Jaren            |                  |                  |
| Newcastle United | Newcastle United | Newcastle United | Newcastle United | Newcastle United |
| ---------------- | ---------------- | ---------------- | ---------------- | ---------------- |
| Championship     | 1                | 2009/10          |                  |                  |
| Wigan Athletic   |                  |                  |                  |                  |
| League One       | 1                | 2015/16          |                  |                  |
| FC Twente        |                  |                  |                  |                  |
| Eerste divisie   | 1                | 2018/19          |                  |                  |
| Buriram United   |                  |                  |                  |                  |
| Thai League 1    | 1                | 2022/23          |                  |                  |